# الحمير (كتاب)
الحمير  كتاب للأديب المصري توفيق الحكيم (1898 - 1987) يتضمن أربع مسرحيات قصيرة صدر عام 1975  عن دار مصر للطباعة في 153 صفحة، ويتضمن المسرحيات: الحمار يفكر - الحمار يؤلف - سوق الحمير - حصحص الحبوب.

## ملخص الكتاب
يجلس الكاتب إلى مكتبه مستغرقا في التأمل والتفكير ويدخل عليه حمار ويقدم نفسه.. فهو حمار الحكيم القديم، وقد كان الحكيم فعلاً تخلف عن الكتابة عن الحمير، وكان آخر ما كتبه رواية «حمار الحكيم» عام 1940  ولكن يأتي هذا بعد ربع قرن من الزمان 1975 .. ويعتب الحمار على الحكيم انه يتجاهله دائماً ويحتقره، ولكن هذا لا يمنع من كونه موجوداً يفكر.. قال «رينيه ديكارت» انا افكر اذن انا موجود، ولكن الحمار يقول انا موجود اذن انا افكر.. ويستأذن الحمار في الجلوس ويقول للحكيم ساعرض عليك بعض ما اعرف عنك وعن غيرك من الحمير، ثم يستدرك الكلام غيرك من المفكرين والمؤلفين، ويناقش الحمار مع الحكيم معاني ومغازي ألف ليلة وليلة التي كتب عنها الحكيم مسرحية «شهرزاد» عام 1934 .. والحمار متذكر رغم مضي المدة، ويناقش الحمار هنا أن نهاية كتاب الف ليلة يختلف عن نهاية كتاب الحكيم، فلقد قدم كتاب الف ليلة وليلة نهاية القصة، بأن عاش شهرزاد وشهريار في سعادة وانجبوا صبيان وبنات.. ولكن الحكيم يختم مسرحية شهرزاد بأن شهريار يهجر زوجته ويترك قصره ويخرج هائماً على وجهه في الخلاء، ويقدم الحمار فكرة جديدة ونهاية مختلفة لشهريار.
وفي سوق الحمير جعل اثنين عاطلين يشاغل أحدهما فلاح اشترى حماراً.. والعاطل الثاني يفك عقدة الحمار ويضع الحبل في رقبته.. وهو بهذا قد وجد عملاً، لان الحمار يعمل ويأكل وهو مستعد ان يعمل ويأكل ولا يجد فرصة، ولكنه أخذ فرصة الحمار وقرر ان يريح المزارع كحمار، وقال ان السبب انه حمار ان والده نعته بهذا أكثر من مرة، وان الله استجاب لدعاء الأب وصار الابن حماراً.. ولكنه على يد الفلاح الطيب الذي هو من رجال الله الصالحين عاد انساناً ثانية.. والمسرحية نقد لأوضاع اجتماعية سيئة في مصر.

## المقدمة (كلمة)
إن نبض الحياة في أمة من الأمم يشبه نبض الحياة في جسم من الأجسام. وهو الإحساس بالخير والشر والوعى للصواب والخطأً. ولما كان مركز الإحساس والوعي في الجسم هو المخ، فإن هذا المركز في الأمة هو المخ أيضا. ومخ الأمة هو الفكر وأهل الفكر. وعلى ذلك فلا حياة لأمة إلا بإحساسها ووعيها لما يحدث لها ولقد كان إحساس مصر ووعيها في مطلع هذا القرن وقبله هو حاجتها إلى أن يكون لها صوت وإرادة في حكم نفسها. على الأقل في المجال الداخلى، مادام الاحتلال البريطانى يشلها في المجال الخارجى. فكان أن ارتفع صوتها بمطالبة الخديوى بالدستور. وكان شباب الأمة وقتذاك كلما مر بهم موكب الخديوي هتفوا: «الدستور يا أفندينا». فلما قامت ثورة 1919 وأدت إلى تطبيق دستور يكفل نوعا من الديمقراطية سمع فيه رأى الشعب وتجلت فيه صور من التعبير عن وعيه لشؤونه ومشكلاته بدأت تتضح معالم حياته وتتشكل ملامح شخصيته. ولكن هذه الديمقراطية ما لبثت أن انحرفت عن مجراها الطبيعى، بالانقسامات الحزبية التي كانت تديرها وتثيرها الأيدي الخفية للسراي والسياسة البريطانية لإيجاد الفرقة بين الأقليةٍ والأغلبية. وفطن أهل الفكر الحر إلى ذلك الانحراف، وبدأت الكتابة فيه. وكتبت أنا بالفعل «شجرة الحكم» تصويراً لانحراف الديموقراطية وتزييفها وجاءت الحرب العالمية الثانية، وظهر نوع من الأثرياء الجدد أطلق عليهم يومئذ «أثرياء الحرب» كما ظهرت في بلادنا أعراض الرأسمالية المستغلة التي كنا نسمع عن أمراضها في الغرب. وأخذت موازين المجتمع تختل إلى حد شعرنا معه بضرورة التفكير في الاشتراكية وتوزيع الملكية والثروات توزيعا عادلاً. واقترح بالفعل أحد أعضاء مجلس النواب في ذلك العهد تحديد الملكية الزراعية بمائة فدان، كما عرض أحد وزراء حزب الأغلبية على البرلمان مشروع برفع ضريبة الأطيان على كبار الملاك، ومشروعاً للضمان الاجتماعي، كما نشرت جريدة المصرى، لأحد هؤلاء الوزراء خطبة جاء فيها تحبيذ للاشتراكية، مما جعل خصوم هذا الحزب يدسون له عند الملك فاروق بقولهم إنها دعوة للشيوعية، وظهر جلياً أن وعى الأمة الحى النابض لا بد أن يهب ليدفع البلاد في اتجاه اشتراكى داخل إطار النظام الديمقراطي. إذ كان من المستبعد أن يتم ذلك عن طريق انقلاب عسكرى لأن الجيش هو القوة التي كان الملك فاروق يعتمد عليها باعتباره الرئيس الأعلى للجيش. فلما قام الجيش بهذا الانقلاب كانت دهشة للجميع. خاصة وأن جيش الاحتلال البريطانى كان مرابطا على مقربة من القاهرة. وكان من الممكن لدباباته وطائراته إجهاض حركة الجيش في دقائق. وعلم بعدئذ أن أمريكا تدخلت لتأييد حركة الجيش المصرى ضد فاروق. وشلت يد بريطانيا واختلفت الأسباب في موقف أمريكا. وفسر فيما فسر بأنه خوفها من الاتجاه الاشتراكي عن طريق شعبي لا يمكن السيطرة عليه فيؤدي إلى الشيوعية. ولا بآس عندها من اشتراكية محكومة بقبضة جيش. مهما يكن من أمر فقد قامت حركة الجيش بعد طرد فاروق بإصدار القرارات لتحقيق الأمانى التي سبق للأمة أن فكرت فيها وعملت لها. ورحبنا جميعاً بهذه الحركة. وأسميناها الحركة المباركة. ثم أطلق عليها وصف الثورة. وتعلقت الآمال بثورة يوليو 1952. ونشطت هذه الثورة لمحاسبة العهد السابق ومحاكمة رجاله. فأنشأت محاكم الثورة ولجان التطهير ونحو ذلك. ولم تسفر هذه المحاكمات عن مخالفات جسيمة عرضت البلاد بالفعل لخسائر ماحقة أو هزائم قاصمة. إلا أننا كنا نحن قبل الثورة قد اعتبرنا ما كان يحدث من انحراف وتزييف للديموقراطية أمرا لا يمكن السكوت عليه طويلا، ولا بد له من التصحيح والتوجيه إلى الطريق الاشتراكى. فلما جاءت ثورة يوليو 1952 ووضعنا فيها أملنا في هذا التصحيح والتوجيه وجدنا أن هذا يحدث في إطار الحكم المطلق. ومع ذلك رضينا بهذه الاشتراكية بديلاً عن الديموقراطية. أي عن الحرية الليبرالية. ولكن مع مرور الوقت اتضح لنا شيئاً فشيئاً أن تطبيق الاشتراكية عندنا أصبح مماثلاً لتطبيق الديموقراطية، وأن ما وضعناه قبل الثورة من انحراف وزيف للديموقراطية بدأ يقابله انحراف وزيف للاشتراكية. إذ لا يمكن التطبيق السليم للاشتراكية مؤديا إلى هذا المستوى الاجتماعي السيئ للشعب. وإلا كانت الاشتراكية نفسها مخيبة لآمال الشعوب. وإذا كانت الديموقراطية عندنا قد انحرفت إلى نوع من الانتهازية السياسية، فإن الاشتراكية عندنا قد انحرفت هي الأخرى إلى نوع من اللصوصية البيروقراطية. لهذا كتبت هذه الصورة في كتاب «الحمير» التي قد تماثل من حيث التناول الفني الكاريكاتوري تلك الصور السابقة في كتاب «شجرة الحكم». ولعلم أولئك الذين قد يسألون لماذا لم تظهر هذه الصور كلها من كتاب «الحمير» في عهد سابق، أقول لهم مؤكدا أنها أرسلت بالفعل للنشر في جريدة الأهرام في ذلك العهد السابق أمام شهود قرئت عليهم ولكن رئيس التحرير المسئول للأهرام وقتذاك وجد حرجا شديداً في النشر. وحبس المسرحيتين الأولى والثانية، أي «الحمار يفكر» و«الحمار يؤلف» حبسا طويلا في مكتبه دون أن يرى من الممكن نشرهما على الإطلاق. إذن فالوعي قد وجد والقلم قد كتب ولكن النشر قد منع. وهذا ما لم يكن يحدث في مصر من قبل. فلقد نشرت صور «شجرة الحكم» بما فيها من سخرية بحكام في كراسى السلطة دون أن يجرؤ أحد منهم على منع النشر.
وبعد...
فما الذي يريده مثلي الآن من نشر هذا الكتاب؟
كل ما أريد هو أن يظل نبض الحياة في أمتنا قائما بوظيفته الحيوية ولا قيمة لحياة بغير وعى. وكما أن الوعى عندنا قبل الثورة قد جعلنا نفحص الديموقراطية لنتبين فيبا مواضع الزيف. كذلك يجب علينا إذا كان
نبض الحياة فينا لم يقف أن نفحص الاشتراكية لنتبين فيها مواضع الزيف.
وإذا كانت الاشتراكية عندنا قد انحرفت أو زيفت كما انحرفت من قبل الديموقراطية أو زيفت. فلماذا قبلنا محاكمة الديموقراطية المنحرفة ولم نقبل فكرة المحاكمة للاشتراكية المنحرفة؟
وإذا كانت ثورة يولية 1952 قد حاكمت الديموقراطية المنحرفة لأنها أدت إلى هزيمة حرب 1948  فلماذا لا تحاكم الاشتراكية المنحرفة التي أدت إلى هزيمة حرب 1967 ؟
وشتان بين نتائج الهزيمتين وخسائر الهزيمتين !؟
من حسن الحظ أن جوهر شعبنا على الدوام سليم لم يمس، وأن معدنه نفيس. والجوهر الخالد والمعدن النفيس ضد الزيف. وإنه ليتعين أن نبدأٌ صفحة جديدة تكون فاصلة بين الزيف والصدق، وبين المرض والصحة. وكما أنه لا يمكن الدفاع عن الصحة بالتستر على المرض. كذلك يجب الدفاع عن سلامة المستقبل بالكشف عن كل ما قبله.
والدوام لمصر؟

## مقتطفات من الكتاب
الحمار يفكر
(المؤلف جالس إلى مكتبه واضعاً رأسه فوق كفه وهو مستغرق في التأمل والتفكير ... يدخل عليه حمار)
الحمار: تسمح أقدم نفسى ؟ أذكرك بنفسى ؟
المؤلف: تفضل
الحمار: أنا حمار ... حمارك القديم
المؤلف: تشرفنا
الحمار: أنت تتجاهلنى دائماً و ... تحتقرني ... لكن هذا لا يمنع من كونى موجوداً أفكر
المؤلف: تفكر ؟!
الحمار: مثلك تماماً ... ألم يقل فيلسوفكم: «أنا أفكر إذن فأنا موجود».. وأنا أقول لك «أنا موجود إذن أنا أفكر»
المؤلف: وهل كل موجود يفكر ؟
الحمار: وما المانع ؟ هل دخلت في رأس كل موجود ؟
المؤلف: فليكن ... هل تأذن لي في أن أسألك: فيم تفكر ؟
الحمار: في كل شئ تفكر فيه أنت . هل تأذن لي في الجلوس لأعرض عليك نماذج من تفكيري ؟
المؤلف: بكل سرور
الحمار: أولاً سأعرض عليك بعض ما أعرف عنك وعن غيرك من الحمير
المؤلف: غيرى من الحمير ؟!
الحمار: عفوا ... أقصد غيرك من المفكرين والمؤلفين. فربما خطر لى أنا أيضاً أن أؤلف. ولكن قبل ذلك يجب أن أفكر. وقبل أن أفكر يجب أن أقرأ وأن أطلع. ولقد اطلعت بالطبع على الكثير من حكايات إخواننا الحمير أقصد إخوانى. سأقص عليك بعضها هنا. أما تفكيرى فقد أدى بى أخيرا إلى النظر في معاني ومغازي حكاياتكم ومنها ما جاء في ألف ليلة وليلة. وأهمها ما دار حول شهرزاد وشهريار. وأظنك أنت كتبت شيئاً عن شهرزاد. لعلها تمثيلية
المؤلف: هذا صحيح
الحمار: هناك خلاف بين نهاية كتاب ألف ليلة، ونهاية تمثيليتك. في الكتاب يعيش شهريار وشهرزاد في تبات ونبات وينجبان ذرية من الصبيان والبنات أما عندك
أنت فإن شهريار ينتهى بأن يهجر زوجته ويترك قصره؛ ويخرج هائماً على وجهه في الخلاء ... أليس كذلك ؟ 

## نقد وتعليقات
كتب إيهاب الملاح على موقع صحيفة الشروق في 5 مايو 2017: «يقول الحكيم إن جوهر شعبنا على الدوام سليم لم يمس، وأن معدنه نفيس، والجوهر الخالد والمعدن النفيس ضد الزيف، وكما أنه لا يمكن الدفاع عن الصحة بالتستر على المرض، كذلك يجب الدفاع عن سلامة المستقبل بالكشف عن كل ما قبله.. ولا قيمة لحياة بغير وعى، هذا هو الدرس الأهم لهذه النصوص التي تستحق قراءة واعية من خلال هذه الطبعة الجديدة من» الحمير«. لم يكن توفيق الحكيم يخفى إعجابه الكبير بالحمير وبعالم الحمير؛ وكان يتعامل معها باعتبارها» المعادل الرمزي«الأمثل للهروب من سماجات الرقابة وفظاظة الرقيب. كان» الحمار«هو القناع الذي يهرب به من القيود والسدود والموانع! يطرح أفكاره وتأملاته في تجارب الحياة والأنظمة السياسية والاجتماعية ببساطة ويسر ويدير عبر تأليفه المسرحى الفذ حوارات خالدة لا تنسى، تطرح السؤال وتفترض الفروض وتبحث عن إجابات وتفتح الأفق لأقصى احتمال في التفسير والتأويل».
كتبت سماح عادل على موقع كتابات في 28 سبتمبر 2017: "يؤكد توفيق الحكيم أن هدفه من كتابة هذه المسرحيات ومن نشرها توعية الناس يقول: "ما الذي يريده مثلي الآن من نشر هذا الكتاب؟ كل ما أريد هو أن يظل نبض الحياة في أمتنا قائما بوظيفته الحيوية. ولا قيمة لحياة بدون وعي"، وتتابع الكاتبة: "يتضح الانتقاد الحاد لفكرة الاشتراكية الجوفاء وشعاراتها البارقة، والتي لم تنفذ فعلا على ارض الواقع وإنما نهب اللصوص الجدد ثروات الأغنياء لأنفسهم وتركوا الفقراء في فقرهم".
كتب محمد سامي (عضو نقابة الفنانين العراقين - وعضو اتحاد المسرحيين العراقيين) على موقع الهيئة العربية للمسرح في 20 فبراير 2017: «ما أشبه الحكيم في مسرحية الحمار يفكر ومسرحية» الحمار يؤلف«بأرسطو، فان في مسرحه بما فيه من نقد سياسي ساخر وسافر في الوقت نفسه، وكما أن أرسطو فان لم يكن محقا حين تحامل على سقراط في مسرحية السحب حين رماه بالسفسطة، وإفساده للشباب بأفكاره فكذلك لم يكن الحكيم محقا حين اتهم الفترة الناصرية كلها بالتدليس السياسي في هاتين المسرحيتين من كتابه الحمير. وخلال حوارات أجراها بعض النقاد والكتاب والصحفيين مع الحكيم - جمعها الحكيم في كتاب ملامح داخلية - نرى الحكيم يحذر من التعامل المباشر من الكتاب والمبدعين للقضايا السياسية الوقتية، ولا بد أن تكون كتاباتهم تتجاوز القضايا المحدودة بأوقات معينة ليبقى تأثير كتباتهم مع الأيام ولا تموت بانتهاء وجود هذه القضايا، ولكن الحكيم في مسرحية الحمار يفكر ومسرحية الحمار يؤلف يقع فيما حذّر منه في كلامه السابق، فهو يوجه نقده السياسي المباشر لأحداث سياسية من وجهة نظره، ويغالي في نقده وهجومه. ومسرحية الحمار يفكر ضعيفة في بنائها»، يتابع الناقد قائلاً: «الحكيم ركز فيها على المرموز له ولم يهتم بالشكل الواقعي لمسرحيته، وكان النقد السياسي الساخر بعيدا عن الموضوعية وعن أسلوبه في مسرحياته الأخرى ذات الأبعاد السياسية من النقد الخفي المؤثر، كمسرحية السلطان الحائر ومسرحية شمس النهار ومسرحية براكسا أومشكلة الحكم».
كتب رجائي عطية، الكاتب ونقيب المحامين الأسبق، على موقع العربية في 18 يوليو 2020: "حين تتابع الأستاذ توفيق الحكيم، تراه مغرماً باستخدام الحمار عنواناً واستعارة منذ عام 1938، نشر مقالات صارت كتاباً بعنوان: "حمارى قال لى"، ثم كتب "حمار الحكيم" سنة 1940، في شكل رواية أو لوحة، وصدرت في إحدى طبعاتها بعنوان "حمارى الفيلسوف" (1975)، وإلى هذا الحمار أهدى توفيق الحكيم روايته، فيقول: "إلى صديقي الذي وُلد ومات وما كلمني لكنه.. علمني!".. تبدو الاستعارة في الكتاب من باب الفلفل والبهارات، أو من عناصر التشويق والجذب.. في تصدير اللوحة، نقلاً عن أسطورة قديمة، يتساءل حمار الحكيم "توما": "متى ينصف الزمان فأركب، فأنا جاهل بسيط، أما صاحبى فجاهل مركب؟!". فقيل له: "وما الفرق بين الجاهل البسيط والجاهل المركب؟". فقال: "الجاهل البسيط هو من يعلم أنه جاهل، أما الجاهل المركب فهو من يجهل أنه يجهل". استعارة "الحمار" واناطته بأدوار وحوارات، وبمشاهد ومواقف، ظاهرة حاضرة في كتابات توفيق الحكيم.. مع السنين أضاف مقالات ولوحات إلى كتابه: "حمارى قال لى"، وأعاد نشرها في كتابه: "حمارى وعصاى والآخرون". وعاود استعارة الحمار في قوالب مسرحية في فصول مسرحيته «الحمير».
كتب محرر موقع «رؤيا»: «توفيق الحكيم الذي أظهر حبا واعجابا بعالم الحمير، فكان أشهر الأدباء في العصر الحديث بصداقته للحمار، وكانت علاقتة بهم وطيدة، فقد حاورهم وعايشهم وفضلهم على كثير ممن لبس الثياب. والحكيم هو الأب الروحي لكتّاب الحمير المصريين في الأدب المعاصر. فما دلالة الحمير لديه؟ وما سر تفننه بهذه الحيوانات الصابرة المناضلة؟ هل يعنيها حقاً أم إنه يستغلها للدفاع عن آرائه؟ رافق» الحمار«توفيق الحكيم في كل مغامراته تقريباً ومن هنا نشأت بينهما صداقة وألفة وصارا صديقين فعندما أراد أن يكتب تأملاته ومناقشاته السياسية والاجتماعية والثقافية النقدية كان لابد من أن يختار له صديقا يرافقه في هذه المناقشات ويحاوره، وفى الوقت نفسه يستريح له ويحبه ويستحسن لو كان لا يعانده، فلم يجد الحكيم أفضل من رفيق دربه وصديقه الصدوق حماره الذي أصبح أشهر حمار بعد حمار جحا، بسبب تلك المناقشات التي دارت على لسانه»، وتابع المحرر: «ذروة الأدب الذي أنسن الحمار لإلقاء المواعظ والحكم كانت في أعمال الشاعر الفرنسي جان دي لافونتين الذي كتب ثلاث مجموعات من الحكايات الشعرية عرف كيف يسخِّر فيها الحيوانات لتوجيه أقسى أنواع النقد لأحوال المجتمع الفرنسي وقيمه وعاداته آنذاك. ويظهر الحمار في أعمال لافونتين في أشكال عديدة. فهو مرة ضحية عاجزة ومرة حكيما وأحيانا معتد بنفسه بغباء أو جبان وأحمق».
كتب زياد الجيوسي على موقع ديوان العرب في 7 ديسمبر 2021: «الحمار في الأدب كرمز سبق ان استخدم أكثر من مرة، فنرى توفيق الحكيم استخدمه في روايته» حمار الحكيم«وأعطاه صفة الفيلسوف، واستخدمه عبد الله المقفع في كتابه»كليلة ودمنة «وأعطاه صفة الغباء وخاصة في قصة الأسد والثعلب والحمار، والكاتب الأمازيغي أفولاي برواية»الحمار الذهبي"، والذي يعتبر أول كاتب للرواية في التاريخ والتي تقوم على فكرة تحول انسان إلى حمار يبقى بالعقل البشري"، ويتابع الكاتب قائلاً: "كما استخدمه كُتاب عالميين مثل الكاتب التشيكي كافكا في روايته المسخ، وأيضا الروائي البريطاني جورج اورويل في روايته "مزرعة الحيوان"، ورواية "الأجمة«لنفس الكاتب حسن أوريد».
كتب فيصل الشيخ على موقع الوطن في أول أكتوبر 2012: «في عام 1930 وتحديداً في مصر، أسس الفنان الراحل زكي طليمات جمعية أطلق عليها مسمى»جمعية الحمير «. الهدف من تأسيس الجمعية كان بغية إيجاد مسرح مصري مستقل بعيداً عن تدخل السلطة آنذاك في الشئون المسرحية. الجمعية رفعت شعاراً لها» الحمار«، ووضعت على رأس أهدافها ضرورة الدفاع عن هذا الحيوان الصبور. قد يتساءل البعض بشأن» المجنون«الذي سيقبل أن يكون عضواً في هذه الجمعية التي نصبت الحمار شعاراً لها، خاصة وأن نظرة الناس للحمار تفيد بأنه حيوان غبي يتم التندر به. في جمعية الحمير المصرية كان الأعضاء من كبار الأدباء والكتاب والصحفيين والفنانين، وعلى رأس هؤلاء كان كل من طه حسين وتوفيق الحكيم والعقاد». أكد هذه الأحداث الكاتب والباحث المصري نور علي القفطي وذكر على موقع بوابة الأهرام أن الفنان زكي طليمات أسس عام 1932 في القاهرة «جمعية الحمير المصرية» ووصل عدد أعضائها إلى نحو 35 ألف عضو، والجمعية كانت تمنح العضو الحديث لقب حرحور، وإذا أثبت العضو إخلاصًا في تقديم العمل وبذل الكثير من المجهود، يحصل علي لقب «حامل البردعة». انضم للجمعية التي أسسها طليمات، كل من: عباس محمود العقاد والفنان سيد بدير والفنانة نادية لطفي والفنان التشكيلي سيف وانلي. ويوضح الباحث نور القفطي في طبعته الشعبية من كتابه عن الحمار في اللغة والأدب والتاريخ، أن الأديب توفيق الحكيم كتب 3 مسرحيات تحمل اسم الحمار وهي «الحمار يؤلف» «الحمار يفكر» و«سوق الحمير» لافتًا إلى أنه قام بتأليف 3 روايات تحمل اسم ذلك الكائن المظلوم صديق الفلاح، مشيرًا إلى أن توفيق الحكيم ألف 5 كتب تحمل اسم الحمار، مرورًا بكتابه الشهير «حمار الحكيم» ونهاية بكتابه «الحمير».

## الكتاب على المسرح
ظهرت مسرحية «سوق الحمير، الحمار يؤلف» على خشبة المسرح في 24 يناير عام 2000 للمخرج رشاد عثمان (1935 - 2006) وتمثيل ميرفت سعيد - مرسي الحطاب - علي قاعود - عهدي صادق - إبراهيم كمال - حمادة عبد الحليم - نادية عبد الهادي.

## وصلات خارجية
http://ruyaa.org/article/979/ الحمير (كتاب)
https://gate.ahram.org.eg/News/638735.aspx الحمير (كتاب)
https://www.goodreads.com/ar/book/show/11052794 الحمير (كتاب)
https://karohat.com/Title/78f4ba91-dd0c-4334-a2cd-512f41b316d6 الحمير (كتاب)